# Metapneumovírus humano
O Metapneumovírus humano (hMPV) é um RNA vírus da família Paramyxoviridae e está estreitamente aparentado com o metapneumovírus das aves (aMPV). Foi isolado em 2001 nos Países Baixos. É um dos vírus mais frequentes das infeções do trato respiratório nas crianças, depois do virus sincicial respiratório.
Em 2016, foi a segunda causa mais comum (depois do vírus sincicial respiratório (VSR)) de doença do trato respiratório aguda em crianças saudáveis com menos de cinco anos de idade segundo uma grande policlínica dos EUA.
A idade máxima de hospitalização dos bebês com HMPV ocorre entre os seis e os 12 meses de idade, um pouco mais velha que o pico do RSV, que é de cerca de dois a três meses. As características clínicas e a gravidade do HMPV são semelhantes às do RSV. O HMPV é também uma causa importante de doença em adultos mais velhos e bebés.
Desde dezembro de 2024, está em curso um surto de HMPV na China.

## Descoberta, história e subgrupos
O metapneumovírus humano foi relatado pela primeira vez em 2001 e o metapneumovírus aviário na década de 1970. Existem pelo menos quatro linhagens de metapneumovírus humano: A1, A2, B1 e B2. O metapneumovírus aviário foi dividido em quatro subgrupos: A, B, C e D. Estimativas bayesianas sugerem que o metapneumovírus humano surgiu há 119–133 anos e divergiu do metapneumovírus aviário por volta de 1800.

## Complicações e grupos de risco
Os sintomas envolvem complicações respiratórias leves, no entanto, crianças pequenas, idosos e pessoas com imunodeficiência podem apresentar complicações graves, como pneumonia, e exigir hospitalização.

## Surto entre 2024 a 2025
Entre dezembro de 2024 e janeiro de 2025, ocorreu um surto de Metapneumovírus em crianças e adolescentes de até 14 anos na China, segundo Kan Biao, chefe do Instituto Nacional de Controle e Prevenção de Doenças Transmissíveis do CDC da China, “a taxa de infecções por hMPV entre crianças e adolescentes está aumentando”. Embora o crescimento nos casos seja evidente, ainda não se sabe ao certo a escala ou a causa desse aumento.